# Yofo
«Yofo» es una canción del grupo de rock mexicano Molotov, el cual fue lanzado como el segundo sencillo del cuarto álbum de estudio titulado Eternamiente. El sencillo salió a las radios para finales del año 2007 y a las tiendas digitales diferente al lanzamiento del primer sencillo, el cual en diferencia de este tema logro mas buena recepción, que el anterior DDT.

## Sinopsis
La canción hace referente a un confuso juego de palabras y de diferentes tonalidades muy dispersas en significados como ejemplo: Yofo zafa fofo quiere decir (Yo zafo) o yofo safafofo yofo nofo cofojofo que dice (yo safo, yo no cojo), entre otras más.

## Lista de canciones

### CD - Promo[6]
| Yofo — Single |        |          |  |
| N.º           | Título | Duración |  |
| 1.            | «Yofo» | 3:30     |  |

## Posiciones en las listas
| Listas (2007)              | Posición |
| -------------------------- | -------- |
| Mexico Rock Latino Top 100 | 30       |

## Premios y nominaciones
| Año  | Publicación | País | Lista                                 | Puesto |
| ---- | ----------- | ---- | ------------------------------------- | ------ |
| 2006 | Alborde     | EUA  | 500 canciones del Rock Iberoamericano | 146°   |